# Fresno de Sayago
Fresno de Sayago ist ein nordwestspanischer Ort und eine Gemeinde (municipio) mit 143 Einwohnern (Stand: 2024) im Osten der Provinz Zamora der Autonomen Gemeinschaft Kastilien-León. Neben dem Hauptort Fresno gehören die Ortschaften Los Maniles und Mogátar zur Gemeinde. 

## Lage
Fresno de Sayago liegt in der kastilischen Hochebene in einer Höhe von etwa 815 m nahe der Grenze zwischen Portugal und Spanien. Die Provinzhauptstadt Zamora ist etwa 40 Kilometer (Fahrtstrecke) in nordnordöstlicher Richtung entfernt. Das Klima im Winter ist durchaus kalt, im Sommer dagegen warm bis heiß, Regenfälle (ca. 535 mm/Jahr) fallen verteilt übers ganze Jahr.

## Bevölkerungsentwicklung
| Jahr      | 1970 | 1981 | 1991 | 2001 | 2011 | 2021 |
| Einwohner | 552  | 452  | 362  | 258  | 238  | 159  |

## Sehenswürdigkeiten

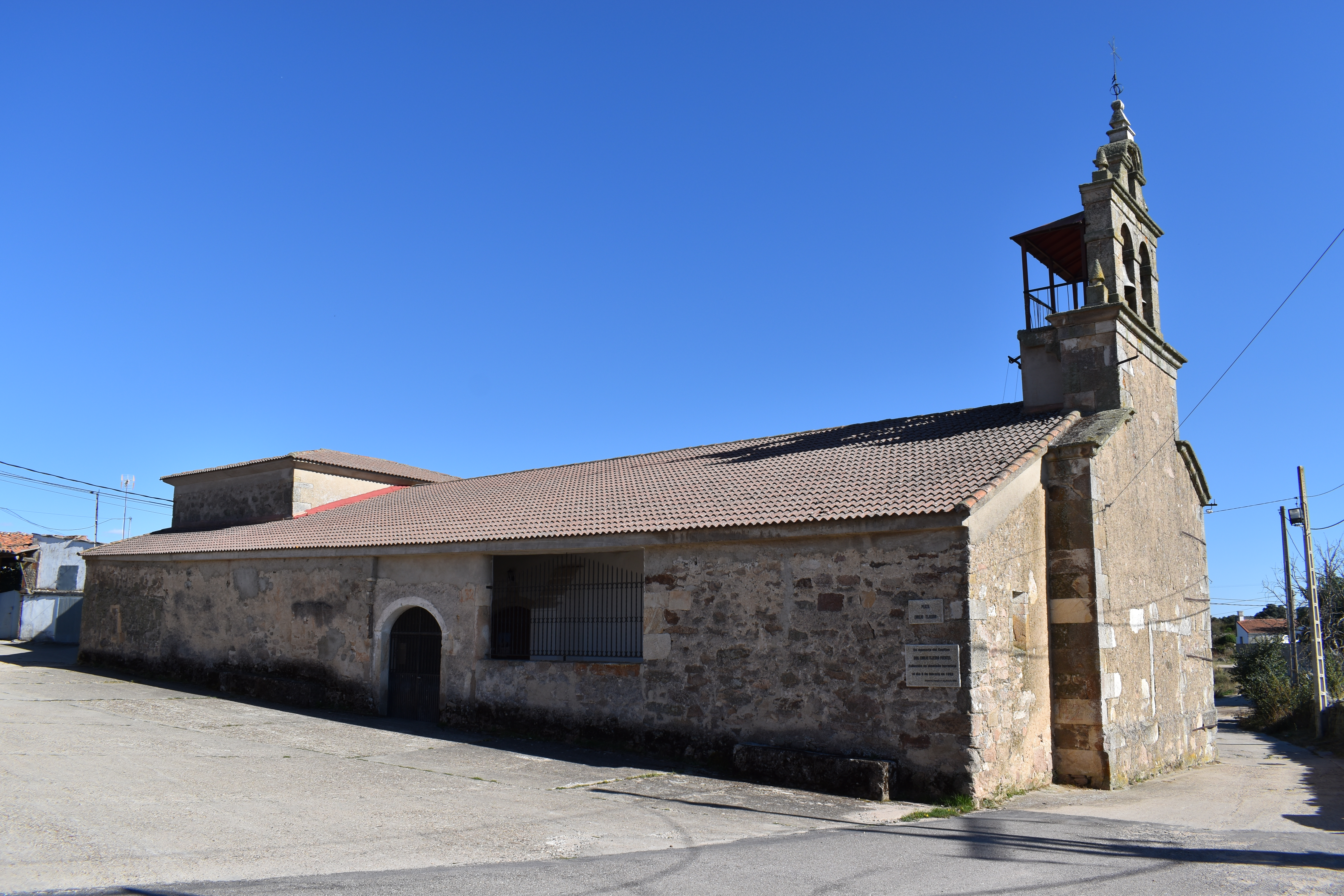
Kirche von Fresno de Sayago
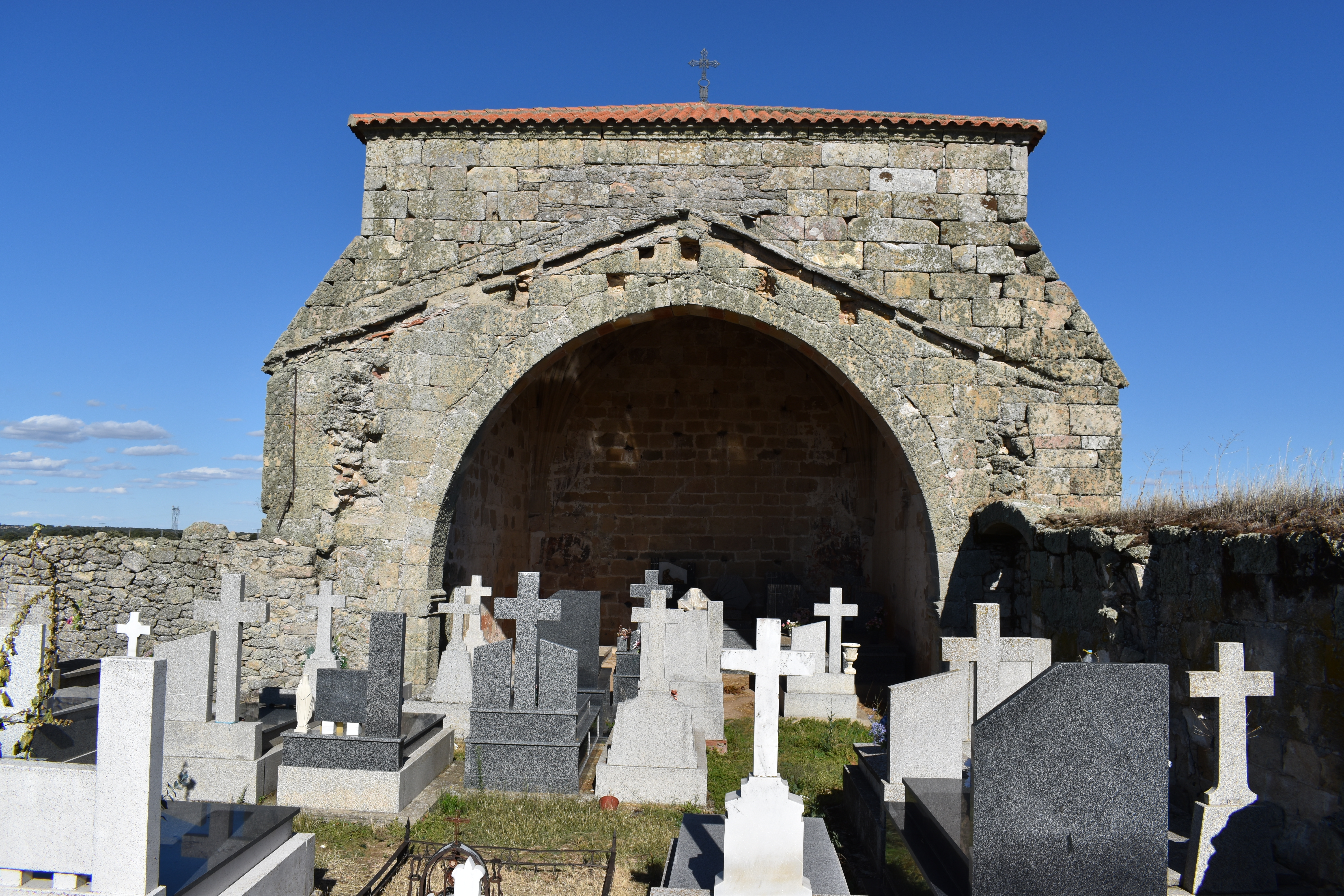
Michaeliskapelle
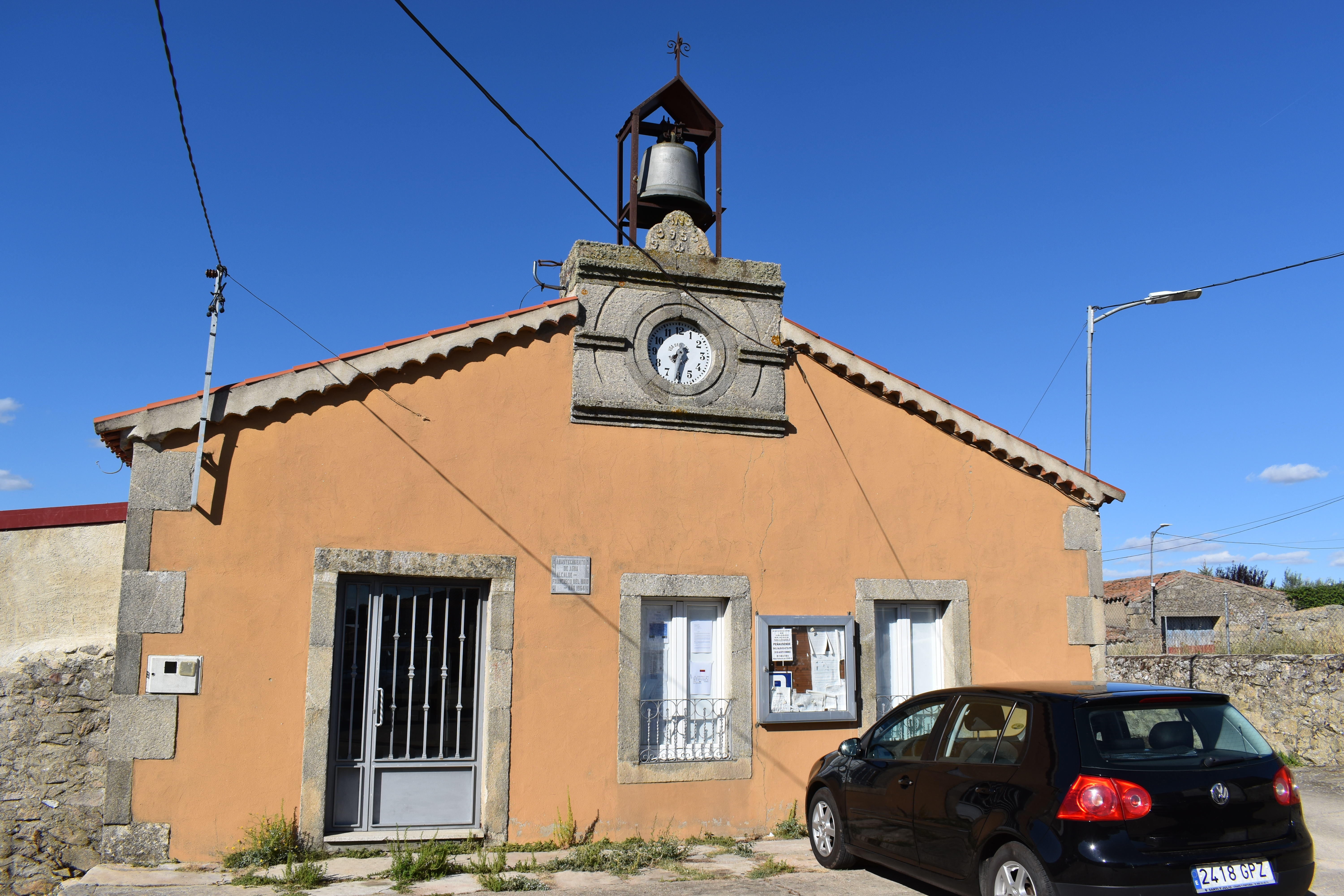
Rathaus

- Kirche von Fresno de Sayago
- Michaeliskapelle
- Rathaus